# Goniastrea australensis
Goniastrea australensis är en korallart som först beskrevs av Milne Edwards och Jules Haime 1857.  Goniastrea australensis ingår i släktet Goniastrea och familjen Faviidae. IUCN kategoriserar arten globalt som livskraftig. Inga underarter finns listade i Catalogue of Life.